# Taïxet
Taïxet (rus: Тайшет, Taixet, AFI: [tɐjˈʂɛt]) és una ciutat de l'óblast d'Irkutsk, a Rússia. Es troba al sud de Sibèria, a 12 km a l'est de Biriussinsk, a 309 km a l'est de Krasnoiarsk, a 570 km al nord-oest d'Irkutsk i a 3.640 km a l'est de Moscou.
Té una important estació del ferrocarril Transsiberià i és el punt d'inici de la línia ferroviària Baikal-Amur.

## Història

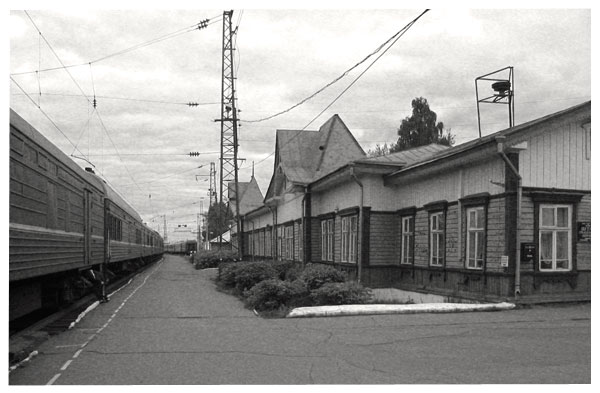
Estació antiga

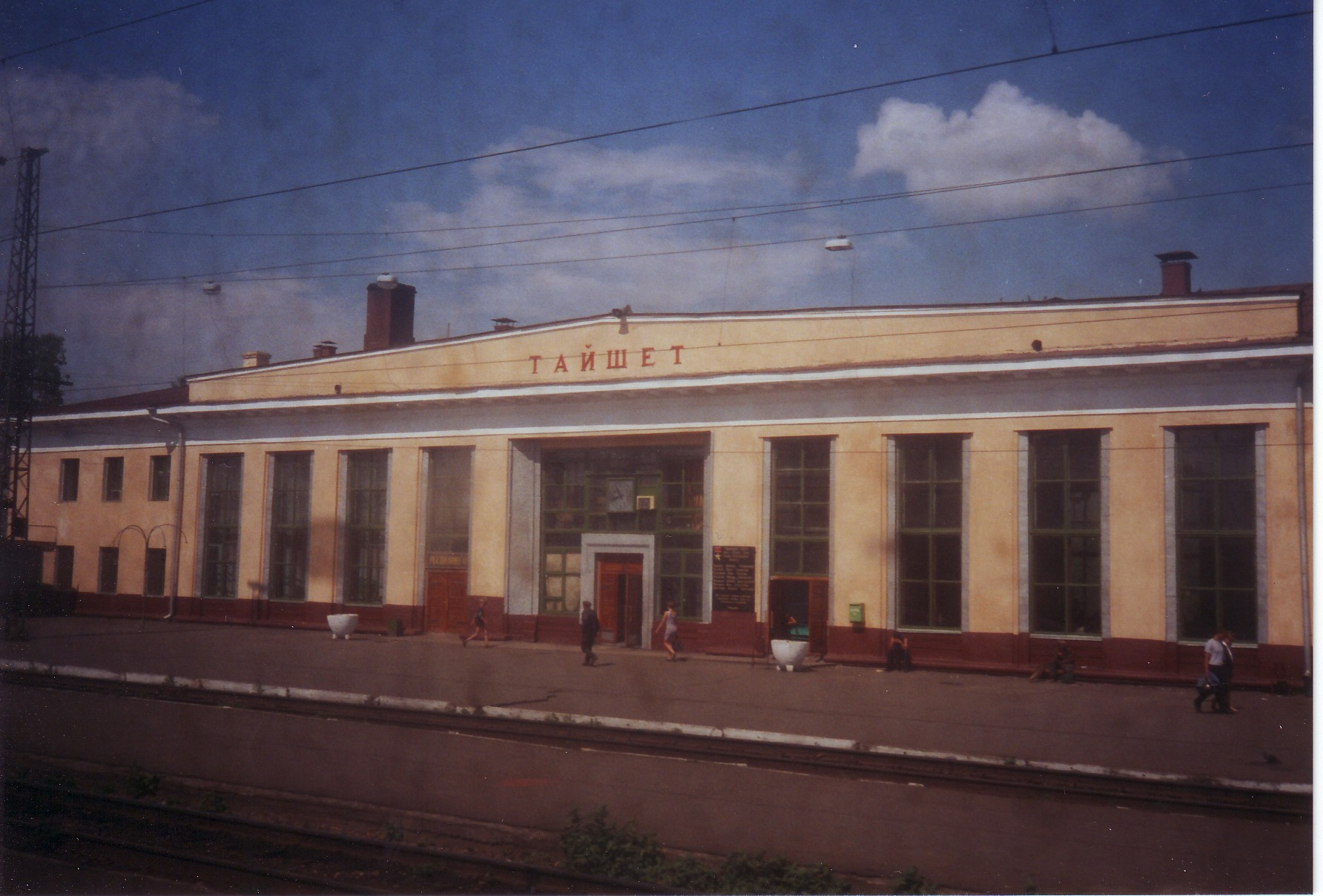
Estació abans de la reconstrucció.

Taïxet fou fundada el 1897 com un punt de subministraments i estació ferroviària del Transsiberià al kilòmetre 4.515, uns 680 km al nord-oest d'Irkutsk i uns 400 km a l'est de Krasnoiarsk. El 1904 s'hi construí un dipòsit per al ferrocarril. La vila rebé l'estatus de ciutat el 1938.
Durant el període entre la dècada de 1930 i 1950, Taïxet era el centre administratiu dels camps de gulag Osserlag i Angarstroi. La construcció de la primera secció del ferrocarril Baikal-Amur s'inicià el 1937. Juntament amb els presoners japonesos de l'exèrcit de Kwantung, els alemanys formaven el gruix del contingent de treballadors.